# Tambuco (Carlos Chávez)

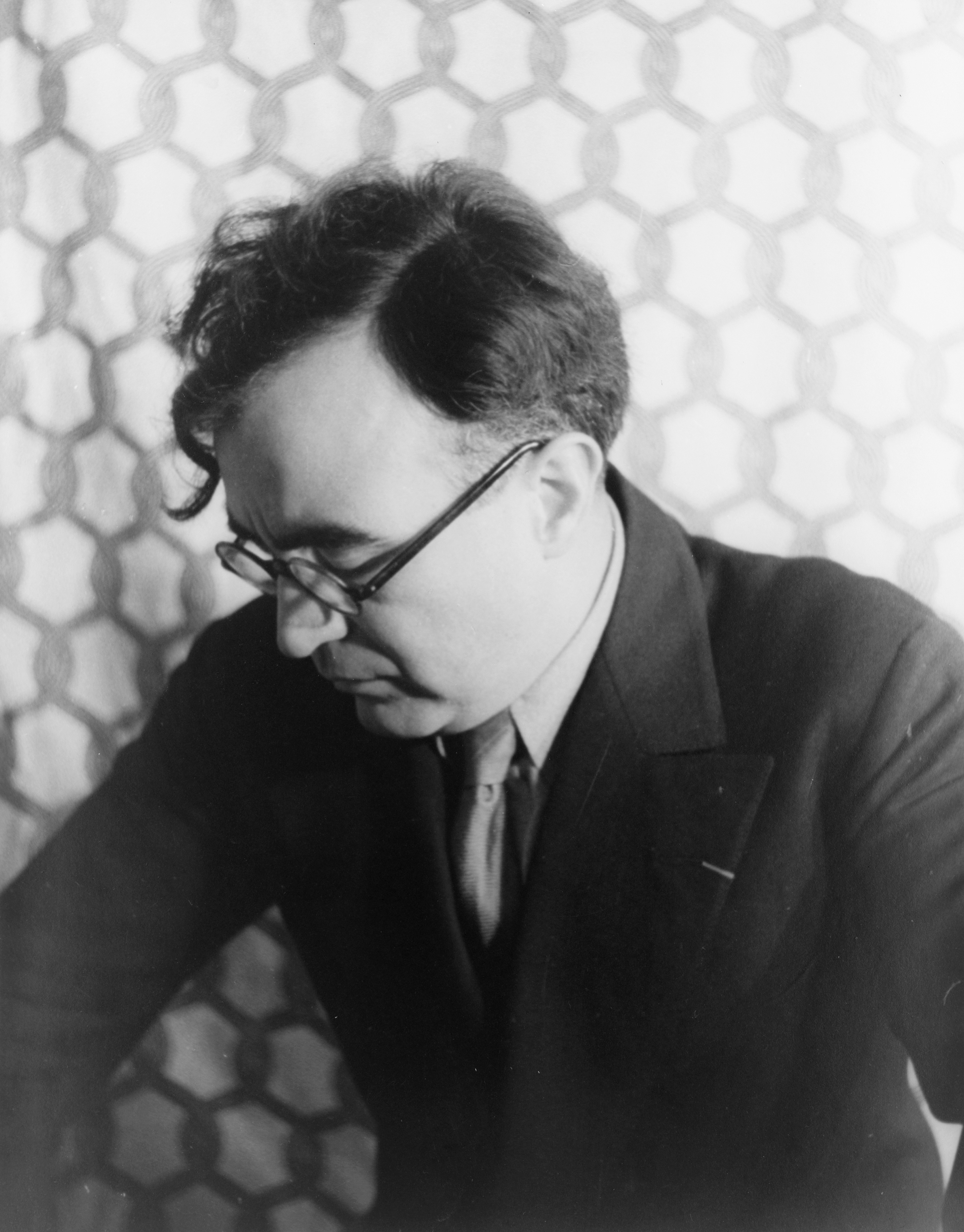
Carlos Chávez, compositor de Tambuco.

Tambuco es una obra para seis percusionistas, compuesta por Carlos Chávez en 1964. La obra está dedicada a Clare Boothe Luce.

## Historia
El impulso de componer Tambuco surgió de una manera inusual. En 1950, Clare Boothe Luce había encargado su Tercera Sinfonía a Chávez, la cual fue completada en 1954. Su amistad continuó durante casi tres décadas y, después de que Luce comenzó a trabajar en mosaicos en 1963, acordaron intercambiar comisiones por obras entre sí. Para Chávez, Luce creó un mosaico de 4 x 5 pulgadas titulado Golden Tiger, que colgó en su estudio Lomas de Chapultepec en la Ciudad de México. A cambio, Chávez compuso Tambuco.
El estreno de la obra fue el 11 de octubre de 1965 en el Teatro Leo S. Bing del Museo de Arte del Condado de Los Ángeles, interpretado por Los Angeles Percussion Ensemble, dirigido por William Kraft. Chávez y Luce se encontraban entre la audiencia.
Carlos Chávez compuso dos obras de percusión relevantes, la Toccata en 1942 y Tambuco en 1964, en diferentes periodos estilísticos de su obra; sin embargo, ambas piezas se relacionan, pues tienen una longitud similar, las dos fueron escritas para seis percusionistas, presentan una estructura tripartita.

## Instrumentación
Cada uno de los seis percusionistas toca una batería de al menos seis instrumentos diferentes. Los instrumentos melódicos (afinados) se encuentran en cada uno de los grupos de intérpretes, que también incluyen instrumentos de madera, metal y membrana.
| - Percusión I: - Pequeño palo raspador - Pequeña calabaza de agua - Glockenspiel - Pequeñas claves - Set de bongo muy pequeño - Set de bongo mediano - Percusión II: - Palo raspador grande - Calabaza de agua grande - Platillo suspendido grande - Campanas de latón suizo - Bloque de madera - Grupo de tambores: - Tambor pequeño - Caja mediana - Tambor tenor | - Percusión III: - Sonajero metálico (o pandereta sacudida) - Maraca - Triángulo - Campanas tubulares - Grandes claves - Cuatro timbales - Percusión IV: - Sonajero de arcilla (o cartón duro) - Sonajero blando (cartón blando o paja) - Maraca - Platillos crash muy grandes - Marimba - Claves extragrandes - Grupo de tambores: - Pequeño tom tom - Tom tom grande - Conga | - Percusión V: - Pequeño güiro - Güiro grande (compartido con Percussion VI) - Trinquete extra grande - Tap-a-tap (dos piezas rectangulares de madera delgada con asas) - Celesta - Gong extra grande - Grupo de tambores: - Tambor pequeño - Caja mediana - Tambor tenor - Xilófono (compartido con Percussion VI) - Percusión VI: - Bloques de arena (dos juegos, con papel de lija áspero y fino) - Güiro grande (compartido con Percussion V) - Platillo suspendido muy pequeño - Vibráfono (tres octavas) - Xilófono (compartido con Percussion V) - Grupo de tambores: - Pequeño bombo - Bombo grande |

## Estructura
La pieza posee un solo movimiento, pero tiene una estructura de tres partes (como la Toccata): Rápido-Lento-Rápido. Bringas señala, sin embargo, que se pueden analizar a partir de las texturas y los timbres, lo que daría como resultado que posee cinco secciones.
Asimismo, la pieza se rige por el principio de la no repetición, o en palabras de Chávez:

La música de esta obra se desarrolla en un proceso permanente de evolución. Una idea inicial sirve como 'antecedente' de un 'consecuente', el que a su vez inmediatamente se convierte en un antecedente de un nuevo consecuente y así hasta el final de la pieza. También, un mínimo de elementos simétricos y repetitivos están presentes.
Carlos Chávez